# Молдова на «Евровидении-2017»
Молдова принимала участие в Конкурсе песни Евровидение 13-й раз подряд и выбирала представителя посредством национального отбора O melodie pentru Europa 2017, организованного TRM.
Представлял страну в украинском городе Киев победитель национального отбора коллектив SunStroke Project с песней «Hey, Mamma!». В финале конкурса по итогам голосования телезрителей и жюри группа получила 374 балла и заняла 3-е место.

## На Евровидении
Представители Молдовы выступали 9 мая в первом полуфинале и прошли в финал конкурса. 14 мая в финальной части группа выступила под 7 номером. По итогам голосования заняли 3 место с 374 баллами.
По возвращении коллектива в Молдову Президентом страны были вручены высшие государственные награды Молдовы участникам группы — Орден Почёта, а их продюсеру Дмитрию Сергееву — медаль «Гражданская заслуга».